# Pet dinastija i Deset kraljevstava
Pet dinastija i Deset kraljevstava (kineski: 五代十國 / 五代十国, pinyin: Wǔdài Shíguó) je naziv za turbulentno razdoblje kineske povijesti koje je započelo 907. padom dinastije Tang, a završilo uspostavom dinastije Song 960. godine, odnosno formalnom obnovom političkog jedinstva carske Kine pod njenom vlašću 979. god. Ime je dobila po pet dinastija koje su predstavljale formalne nasljednike dinastije Tang, a koja su se brzo izmijenjivale na prijestolju od 907. do 960. god., kao i po 10 odmetnutih samostalnih država (čiji je broj u stvarnosti bio veći od 12; uglavnom na jugu). Iako je na njegovom kraju Kina izašla kao obnovljena politička cjelina, neki od ranijih teritorija na sjeveru su potpali pod vlast tada osnovane kitanske dinastije Liao.
Pet dinastija:
- Dinastija Kasniji Liang (907. – 923.)
- Dinastija Kasniji Tang (923. – 936.)
- Dinastija Kasniji Jin (936. – 947.)
- Dinastija Kasniji Han (947. – 951. ili 979., ovisno smatra li se Sjeverni Han legitimnim nasljednikom dinastije)
- Dinastija Kasniji Zhou (951. – 960.)

Deset kraljevstava: Wu (907. – 937.), Wuyue (907. – 978.), Min (909. – 945.), Chu (907. – 951.), Južni Han (917. – 971.), Raniji Shu (907. – 925.), Kasniji Shu (934. – 965.), Jingnan (924. – 963.), Južni Tang (937. – 975.), Sjeverni Han (951. – 979.).
Ostale države/dinastije/režimi: Yan, Qi, Zhao, Yiwu Jiedushi, Dingnan Jiedushi, Wuping Jiedushi, Qingyuan Jiedushi, Yin, Ganzhou, Shazhou, Liangzhou.